# 土衛五十一
S/2006 S 4是土星的衛星之一，由學者斯科特·谢泼德、大衛·朱維特、简·克莱纳和布莱恩·马斯登四人共同發現。他們從2006年1月至5月間進行觀測，至6月26日公佈發現。
這顆衛星直徑約為6公里，與土星平均距離為1,800多萬公里，繞土星公轉週期906.556天，與黃道及土星赤道的軌道傾角分別為172.7°及159.2°，軌道離心率0.3735，自轉週期為12.75 ± 0.35小時。與土衛九一樣，這顆衛星逆向公轉。